# George Clarke, 1:e baron Sydenham av Combe

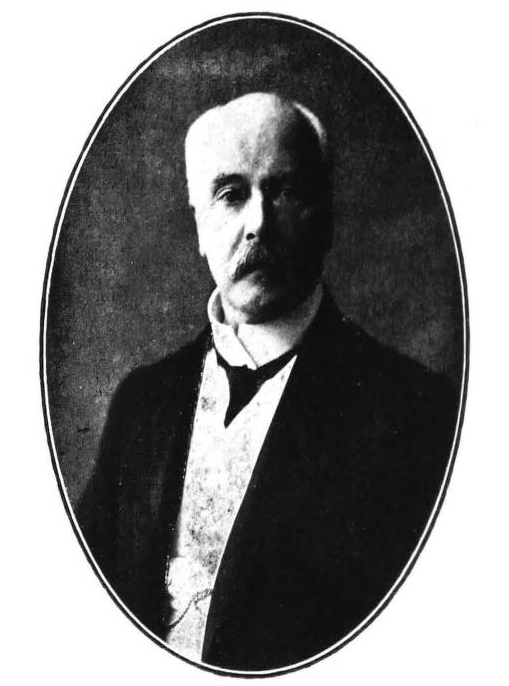

George Sydenham Clarke, 1:e baron Sydenham av Combe, född 4 juli 1848, död 7 februari 1933, var en brittisk militär.
Clarke deltog med utmärkelse i expeditionerna till Egypten och Sudan 1882–1885, tjänstgjorde 1885–1892 som sekreterare i kommittén för kolonialförsvarets organisering, var 1901–1904 guvernör i Väst-Australien och satt 1903–1904 som medlem i den tremannakommitté, som med ledning av erfarenheterna från sydafrikanska kriget utarbetade en i allt väsentligt sedan antagen, genomgripande plan till omorganisering av det brittiska krigsministeriet och den högre arméledningen. I den permanenta riksförsvarskommitté ("Committee of imperial defence"), som i samband härmed inrättades, var Clarke från 1904 sekreterare. Han ansågs som auktoritet på kustartilleriets område samt utgav flera fackmilitära och militärpolitiska skrifter, bland annat Fortification: Its Past Achievement, Recent Development and Future Progress (1897) och Imperial Defence (1898). Clarke lämnade 1907 sekreterarposten i riksförsvarskommittén, var 1907–1913 guvernör i Bombay och upphöjdes 1913 till peer med titeln baron Sydenham.